# Keycast Kohlswa
Keycast Kohlswa AB är ett stålgjuteri beläget i Kolsva. Företagets kunder är bla tillverkare av skogsmaskiner, kranar till lastbilar och entreprenadmaskiner. Bland produkterna märks kranpelare till styckegodskranar, skogsmaskiner och andra mekaniskt påkända detaljer. Bland kunderna finns företag som Cargotec HIAB, John Deere Forestry, FASSI och Ponsse.
Gjuteriet använder induktionsugnar och skalformning. Skalformningsteknik ger mycket goda toleranser och ytor, samt är mycket konkurrenskraftig i seriestorlekar över hundra till några tusen artiklar per år. I första hand tillverkas härdat och anlöpt höghållfast stål och högtemperaturbeständigt stål. 
Keycast Kohlswa historia börjar med Kohlswa Jernverk som delades upp 1986. Vice VD Håkan Porthén köpte då skalformningsgjuteriet och bildade företaget Kohlswa Seriestål AB. Porthén drev Kohlswa Seriestål AB till 1999 då Seriestål blev en del av Keycast. Sedan december 2019 ägs av Stavanger Steel Industries A/S.